# Kochaś (film 1989)
Kochaś (ang. Loverboy) – amerykański film komediowy z 1989. Reżyserem był Joan Micklin Silver, a scenariusz napisali Tom Ropelewski, Leslie Dixon i Robin Schiff.

## Fabuła
Akcja toczy się w Los Angeles. Głównym bohaterem jest Randy. Randy jest studentem, ale z powodu słabych wyników rodzice odmawiają mu dalszego finansowania nauki. Randy rozstaje się też z Jenny, dziewczyną ze studiów. W wakacje podejmuje pracę. Ma rozwozić pizzę po mieście. Podczas pracy zauważa atrakcyjną kobietę, parę lat od niego starszą. Po krótkiej rozmowie w sklepie, chce się z nią umówić, ale dostaje kosza. Jego odwaga wzbudza jednak zainteresowanie innej starszej kobiety. Po krótkiej rozmowie Randy musi wracać do pracy. Wkrótce dostaje jednak polecenie dostarczenia pizzy „anchois” pod adres, jak się okazuje, tej kobiety ze sklepu. Razem spędzają ze sobą noc. Obaj traktują to jak przelotny związek bez zobowiązań. Po jakimś czasie Randy dostaje kolejne zamówienie na pizzę „anchois” i domyśla się, że pewnie nie chodzi tu o pizzę. Okazuje się, że tym razem zamówienie złożyła inna kobieta, nieszczęśliwa z powodu swojego małżeństwa. Chce się kochać z Randym, bo myśli, że to zawodowiec. Randy początkowo chce odmówić, ale widzi, że to doprowadziłoby kobietę do rozpaczy, więc zgadza się. Randy i jego kolega z pracy postanawiają prowadzić dalej tą dochodową działalność, ponieważ Randy świetnie się sprawdza w swojej roli i szybko zostaje zawodowcem (poprawia wygląd, styl i uczy się tańca). Regularnie spotyka się z bogatymi kobietami i świadczy im usługi miłosne.
Równolegle toczy się wątek rodziców Randiego. Ci nie mają pojęcia o pracy syna. Z powodu różnych nieporozumień i zbiegów okoliczności biorą syna za homoseksualistę. Z kolei matka Randiego myśli, że mąż zaczął ją zdradzać.
Po jakimś czasie na trop Randiego wpadają trzej mężczyźni, których żony regularnie korzystają z usług Randiego. We trójkę próbują ustalić kim jest kochanek ich żon, żeby dać mu nauczkę. Problemem dla Randiego jest także Jory, jego znajomy, któremu zależy na Jenny i który przypadkiem widział Randiego z jedną z „klientek”. Randy mimo swojej nietypowej pracy, nadal marzy o Jenny. Ta wkrótce przyjeżdża do Los Angeles, by pogodzić się z Randym.
Akcja nabiera dynamiki gdy matka Randiego zamiast iść na uroczystość z okazji rocznicy ślubu, zamawia do motelu pizzę „anchois”... Gdy Randy zauważa, że przybył do własnej matki, ucieka niezauważony z powrotem do pizzerii. Tam zastaje Jenny i Jory'ego. Okazuje się, że Jenny już wie o nietypowej działalności swojego chłopaka. Pomiędzy Randym i Jorym dochodzi do sprzeczki. Po chwili do pizzerii przybywają trzej wściekli mężowie, którzy już odkryli prawdę. Mylą jednak Randiego z Jorym. Randiemu udaje się uciec samochodem. Razem z nim ucieka Jenny. Po drodze dowiaduje się całej prawdy o tym co robił jej chłopak. Ten tłumaczy się, że robił to dla pieniędzy, by móc wrócić na studia i do niej. Jednak Jenny każe się odwieść na dworzec. Wcześniej Randy chce jednak jechać do restauracji, by ratować małżeństwo swoich rodziców. Do restauracji zjeżdża się wiele osób. Do ojca Randiego dołącza wkrótce matka, Randy, Jenny oraz Tony (mężczyzna wysłany zamiast Randiego do motelu). Wyjaśniają się wszystkie nieporozumienia i robi się ogromne zamieszanie z powodu Tony'ego oraz trzech mężów, którzy zorientowali się, że jeszcze nie ukarali właściwej osoby. Dochodzi do bójki w restauracji. Jednak przybywa policja i trzej mężowie zostają aresztowani. Film kończy się szczęśliwie: rodzice Randiego godzą się ze sobą, podobnie jak Randy i Jenny.

## Obsada
- Patrick Dempsey - Randy Bodek
- Robert Ginty - Joe Bodek
- Kate Jackson - Diane Bodek
- Nancy Valen - Jenny Gordon
- Barbara Carrera - Alex Barnett
- Carrie Fisher - Monica Delancy
- Kirstie Alley - Joyce Palmer
- Kim Miyori - Kyoko Bruckner
- Robert Picardo - Reed Palmer
- Peter Koch - Claude Delancy
- Vic Tayback - Harry Bruckner
- Rob Camilletti -  Tony
- Bernie Coulson - Sal
- Dylan Walsh -  Jory Talbot